# Mayang Pongkai
Mayang Pongkai is een bestuurslaag in het regentschap Kampar van de provincie Riau, Indonesië. Mayang Pongkai telt 2011 inwoners (volkstelling 2010).